# Set mars

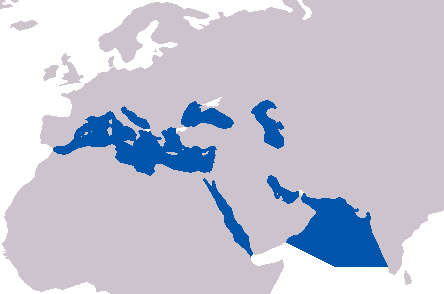
Els «set mars» de l'Edat Mitjana.

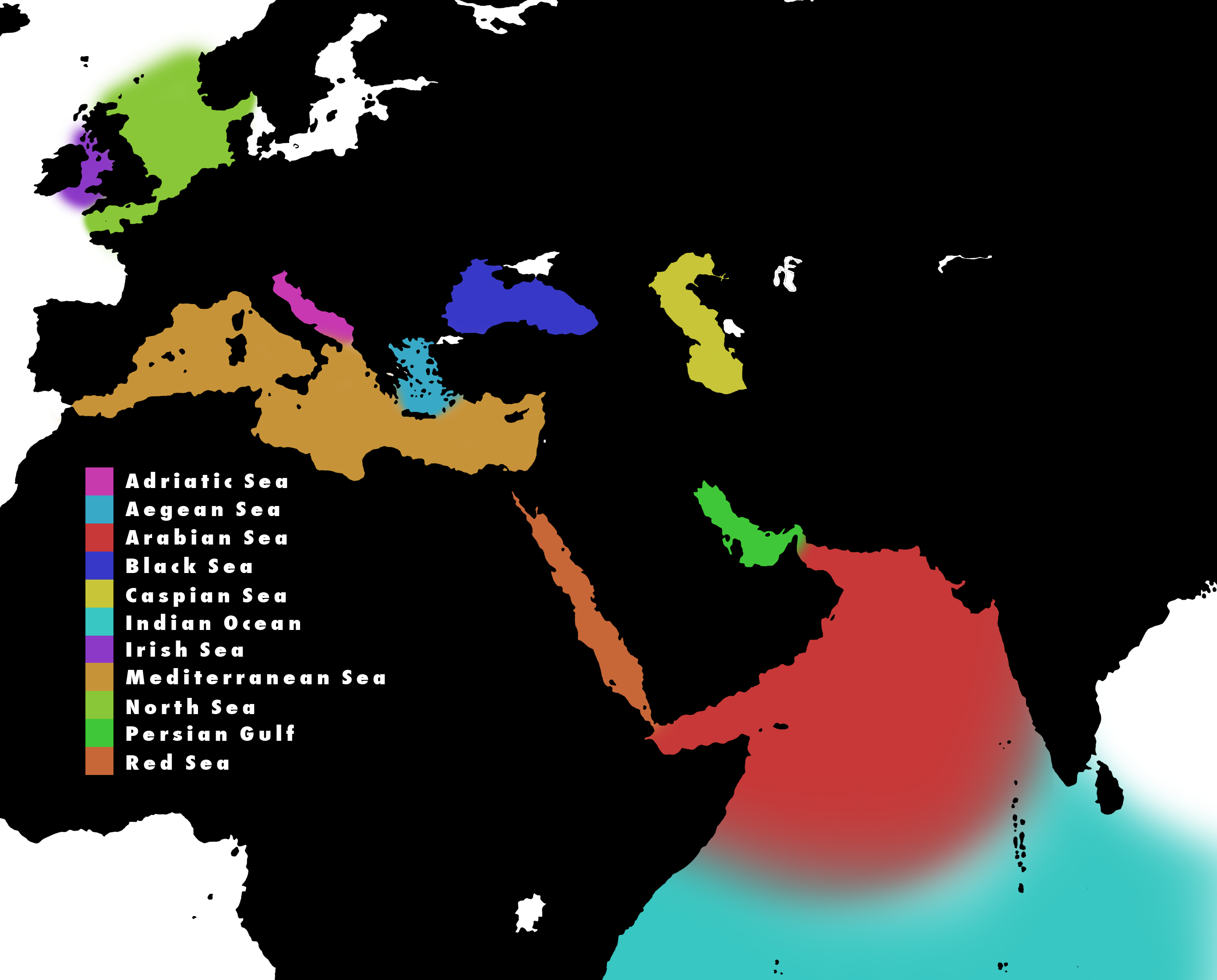
Mapa dels onze mars als quals es refereixen diverses expressions medievals dels «set mars» (la llegenda està en anglès)

Els Set mars —o navegar pels set mars— és una expressió utilitzada al llarg de la història de moltes cultures i pobles amb relació a un grup de mars (reals o mitològics) de Eurafrasia. S'usava (i s'usa encara) tant per referir-se a un conjunt determinat de set mars com per al conjunt dels mars del món conegut en aquest moment.
Aquesta expressió té un origen molt remot (es fa esment per primera vegada al segle XXIII aC). Per exemple: en un manuscrit del segle IX s'indica que “Qui vulgui anar a la Xina ha de creuar set mars”. Val a dir que els mars als quals es refereix la cita han canviat molt segons l'època i lloc, ja que l'expressió ha estat emprada per la majoria dels pobles de l'antiguitat: xinesos, indis, antics grecs i antics romans. A través d'aquests dos últims, en particular, es va establir el grup de «set mars» que és esmentat amb més freqüència en la literatura medieval europea:
1. el golf Pèrsic
2. el mar Negre
3. el mar Caspi
4. el mar Roig
5. el mar Mediterrani
6. el mar Adriàtic
7. el mar d'Aràbia (part de l'oceà Índic)

Actualment, els set mars han anat creixent en nombre i l'Organització Hidrogràfica Internacional enumera més de 100 cossos d'aigua coneguts com a mars.
En l'actualitat, la influència dels mitjans ha canviat el sentit de la frase per adaptar-la al món sencer i fer referència als oceans:
1. l'oceà Àrtic
2. l'oceà Antàrtic
3. l'oceà Pacífic Nord
4. l'oceà Pacífic Sud
5. l'oceà Atlàntic Nord
6. l'oceà Atlàntic Sud
7. l'oceà Índic

## Primers esments
Si bé el concepte medieval dels «set mars» té els seus orígens en l'Antiga Grècia i en l'Antiga Roma, l'expressió «set mars» ha existit des de molt abans, apareixent ja en el 2300 aC en l'himne 8 de la sumèria Enheduanna a la deessa Inanna.

### Ruta a la Xina
Al segle IX després de Crist, l'autor Ya'qubi va escriure:
| «         | Qui vulgui anar a la Xina ha de creuar set mars, cadascun amb el seu propi color i vent i peixos i brisa, completament diferent als del mar que es troba al costat d'ell. El primer de tots és el mar de Fars, que els homes naveguen partint de Siraf. Acaba en Ra's al-Jumha, un estret on es pesquen perles. El segon mar comença a Ra's al-Jumha i es diu Larwi. És un gran mar i en ell es troba l'illa de Waqwaq i altres que pertanyen als Zanj. Aquestes illes tenen reis. Només es pot navegar per aquest mar per les estrelles. Té molta pesca, i en ell hi ha moltes meravelles que superen qualsevol descripció. El tercer mar es diu Harkand i és on es troba l'illa de Sarandib (Sri Lanka), en la qual hi ha pedres precioses i robins. Aquests són illes amb reis, però hi ha un rei sobre ells. A les illes d'aquest mar creixen el bambú i el rotang. El quart mar es diu Kalah i és poc profund i està ple d'enormes serps. De vegades viatgen amb el vent i ataquen els vaixells. Són les illes on creix l'arbre de la càmfora. El cinquè mar es diu Salahit i és molt gran i ple de meravelles. El sisè mar es diu Kardanj; és molt plujós. El setè mar es diu el mar de Sanji, també conegut com Kanjli. És el mar de la Xina; un és impulsat pel vent del sud fins que arriba a una badia d'aigua dolça, al llarg de la qual hi ha llocs fortificats i ciutats, fins que s'aconsegueix Khanfu Guangzhou. | » |
| — Ya'qubi | |   |

Aquest passatge mostra ja els set mars que es van esmentar en la literatura àrab medieval: el golf Pèrsic (mar de Fars), el golf de Khambhat (mar de Larwi), la badia de Bengala (mar de Harkand), l'estret de Malaca (mar de Kalah), l'estret de Singapur (mar de Salahit), el golf de Tailàndia (mar de Kardanj) i el mar de la Xina Meridional (mar de Sanji).

### Grecs
Per Heròdot, el grup tradicional dels «set mars» consistien en el mar Egeu, el mar Negre, el mar de Mármara, el mar Jònic, el mar Roig, el mar Tirrè —o mar Mediterrani Occidental— i el mar Mediterrani Oriental.

### Romans
Virgili, en el llibre VI de l'Eneida, també recull l'expressió, encara que no tots els usos romans de l'expressió llatina «septem maria» serien similars als d'avui. La xarxa navegable en la desembocadura del riu Po, en les marismas en la costa de l'Adriàtic, va ser localment anomenada «Set Mars». En l'antiga època romana. Plini el Vell, escriptor romà i comandant de la flota, va escriure sobre aquestes llacunes separades del mar per bancs de sorra:
| «               | Tots aquests rius i trinxeres van ser fets pels etruscos, que així descarregaven el cabal del riu a través dels pantans de la Atriani anomenats els Set Mars, amb el famós port de la ciutat etrusca d'Atria, que antigament va donar el nom de Atriatic a el que ara es diu l'Adriàtic. | » |
| — Plini el Vell | |   |

Tots aquests rius i trinxeres van ser fets pels etruscos, que així descarregaven el cabal del riu a través dels pantans de la Atriani anomenats els Set Mars, amb el famós port de la ciutat etrusca d'Atria, que antigament va donar el nom de Atriatic a el que ara es diu l'Adriàtic.

### Venecians
En un història dels estats venecians pot llegir-se:
| «                 | L'expressió «navegar els set mars» és una floritura clàssica que significa habilitat nàutica. Es va aplicar als venecians molt abans que naveguessin pels oceans. | » |
| — Frederic Chapin | |   |

### Perses
Els perses van utilitzar el terme «els set mars» per referir-se als corrents que formava el riu Oxus.

### Renaixement
Una iconografia relativament normalitzada dels quatre continents i els quatre rius del món, que es va desenvolupar des del Renaixement, va fixar imatges recognoscibles en l'imaginari europeu, però els «set mars» no van ser diferenciats —Neptú els governava tots.

### Talmudistas
El clergue i erudit del segle xvii John Lightfoot esmenta un conjunt molt diferent dels set mars en el seu Commentary on the New Testament'. Un capítol titulat The Seven Seas according to the Talmudists, and the four Rivers compassing the Land [Els set mars d'acord amb els talmudistes i els quatre rius que abracen la Terra] inclou el «Gran Mar» (ara conocidocomo mar Mediterrani), el mar de Tiberíades (mar de Galilea), el mar de Sodoma (mar Mort), el llac de Samocho i el Sibbichaean.

### Les Índies Orientals
En l'època colonial la Clipper Ship Tea Route, des de la Xina fins a Anglaterra, era la ruta comercial més llarga del món. Portava als mariners a través de set mars propers a les Índies Holandeses: el mar de Banda, el mar de Célebes, el mar de Flores, el mar de Java, el mar de la Xina Meridional, el mar de Sulu, i el mar de Timor. Els «set mars» referits a aquests mars, i si algú havia navegat els set mars, això significava que havia sortit a, i va tornar de, l'altre costat del món.

### Època moderna
Després que els europeus descobrissin Amèrica, algunes persones utilitzaven l'expressió «set mars» per referir-se als set majors cossos d'aigua al món: 1.- L'Oceà Àrtic, 2.- L'Oceà Atlàntic, 3.- L'Oceà Índic, 4.-L'Oceà Pacífic, 5.- I Mar Mediterrani, 6.- I Mar Carib, i 7.- El Golf de Mèxic.
Alguns moderns sistemes de classificació geogràfica expliquen set oceans al món: 1.- L'Oceà Pacífic Nord, 2.- L'Oceà Pacífic Sud, 3.- L'Oceà Atlàntic Nord, 4.- L'Oceà Atlàntic Sud, 5.- L'Oceà Índic, 6.- L'Oceà Antàrtic, i 7.- L'Oceà Àrtic.

## Curiositats
En 1896 l'escriptor i poeta britànic Rudyard Kipling titulà una col·lecció de poemes The Seven Seas (1896) i ho va dedicar a la ciutat de Bombai.
Hi ha una sèrie japonesa d'anime anomenada Tico dels set mars de 1994. La pel·lícula Simbad: La llegenda dels set mars va ser estrenada en 2003, protagonitzada per Brad Pitt, Catherine Zeta-Jones i Michelle Pfeiffer de Dreamworks Animation.